# Lista monumentelor istorice din județul Brașov - J

Simbol pentru monumentele istorice

Lista monumentelor istorice din județul Brașov - J cuprinde monumentele istorice înscrise în Patrimoniul cultural național al României și aflate în localități ce încep cu litera J din județul Brașov.
Lista completă este menținută și actualizată periodic de către Ministerul Culturii, Cultelor și Patrimoniului Național din România, prin intermediul Institutului Național al Patrimoniului, ultima versiune datând din 2015. Această listă cuprinde și actualizările ulterioare, realizate prin ordin al ministrului culturii.
| Cod LMI                              | Denumire                      | Localitate                 | Localizare                                                | Datare, Creatori                    | Imagine               | Erori             |
| ------------------------------------ | ----------------------------- | -------------------------- | --------------------------------------------------------- | ----------------------------------- | --------------------- | ----------------- |
| BV-I-s-B-11281 (RAN: 41293.01)       | Situl arheologic de la Jibert | sat Jibert; comuna Jibert  | „Pe deal”, „Am Berg” („Pe Față”)                          |                                     | Încarcă foto \| video | Raportează eroare |
| BV-I-m-B-11281.01 (RAN: 41293.01.02) | Așezare romană                | sat Jibert; comuna Jibert  | „Pe deal”, „Am Berg” („Pe Față”), marginea intravilanului | sec. II - III p. Chr., Epoca romană | Încarcă foto \| video | Raportează eroare |
| BV-I-m-B-11281.02 (RAN: 41293.01.01) | Așezare dacică                | sat Jibert; comuna Jibert  | „Pe deal”, „Am Berg” („Pe Față”), marginea intravilanului | sec. I a. Chr.-I p. Chr., Latène    | Încarcă foto \| video | Raportează eroare |
| BV-II-a-A-11724 (RAN: 41266.04)      | Cetatea Jimborului            | sat Jimbor; comuna Homorod | La nord-vest de sat, pe dealul Jimbor                     | sec. XIII                           | Alte imagini          | Raportează eroare |
| BV-II-m-B-11725 (RAN: 41266.05)      | Biserica evanghelică          | sat Jimbor; comuna Homorod | 1                                                         | 1781                                | Alte imagini          | Raportează eroare |
| BV-II-m-B-11726                      | Casa Zolya (Molnar)           | sat Jimbor; comuna Homorod | 250                                                       | sec. XVIII                          | Alte imagini          | Raportează eroare |